# 新延寿駅
座標: 北緯37度25分4.95秒 東経126度41分38.15秒 / 北緯37.4180417度 東経126.6939306度
新延寿駅（シニョンスえき）は、大韓民国仁川広域市延寿区にある仁川交通公社1号線の駅である。駅番号は(I129)。

## 駅構造
- 島式ホーム1面2線の地下駅。

## 駅周辺
- 大学公園
- 仙鶴中学校
- 世和総合社会福祉館
- ソルバ公園
- 延寿3洞住民センター
- 延寿区老人福祉会館
- 仁川広域市延寿図書館
- 仁川サハリン同胞福祉会館
- 仁川延寿初等学校
- 仁川郵便局
- 仁川赤十字病院
- 嘉泉大学校仁川キャンパス

## 歴史
- 1999年10月6日 - 開業。

## 隣の駅
仁川交通公社
●1号線
仙鶴駅 (I128) - 新延寿駅 (I129) - 源仁斎駅 (I130)